# Cephalophyllum loreum
Cephalophyllum loreum là một loài thực vật có hoa trong họ Phiên hạnh. Loài này được (L.) Schwantes mô tả khoa học đầu tiên năm 1928.